# Cursive
Cursive ist eine amerikanische Indie-Rockband, deren Alben auf dem Label Saddle Creek erscheinen.

## Bandgeschichte
Die Band wurde 1995 von Tim Kasher (Gesang, Gitarre), Matt Maginn (Bass, Gesang), Clint Schnase (Schlagzeug) und dem Gitarrist Steve Pedersen, welcher jedoch später durch Ted Stevens ersetzt wurde, gegründet. Mit der EP Burst & Bloom (2001) stieß die Cellistin Gretta Cohn hinzu, die im August 2005 die Band wieder verlassen hat. 
Frontmann Tim Kasher hat im Jahr 2000 die Band The Good Life als Nebenprojekt gegründet, um seine Song-Ideen, die nicht zum Stil von Cursive passen, zu verarbeiten.

## Diskografie

### Alben
- 1997: Such Blinding Stars For Starving Eyes
- 1998: The Storms Of Early Summer
- 2000: Domestica
- 2003: The Ugly Organ
- 2005: The Difference Between Houses and Homes
- 2006: Happy Hollow (US: #96)
- 2009: Mama, I'm Swollen (US: #104)
- 2012: I Am Gemini (US: #127)
- 2018: Vitriola
- 2019: Get Fixed[1]
- 2024: Devourer

### EPs
- 1995: The Disruption
- 1997: The Icebreaker
- 2000: Split mit Silver Scooter
- 2002: 8 Teeth to Eat You (Split mit Eastern Youth)
- 2001: Burst and Bloom
- 2004: The Recluse